# Xã Ideal, Quận Crow Wing, Minnesota
Xã Ideal (tiếng Anh: Ideal Township) là một xã thuộc quận Crow Wing, tiểu bang Minnesota, Hoa Kỳ. Năm 2010, dân số của xã này là 1.069 người.